# Nsang Dilong
Nsang Dilong, de son vrai nom Bodi Nsang Dilong, né en août 1994 à Buéa, est une actrice, travailleuse sociale et mannequin camerounaise.

## Biographie
Originaire de Kotto Barombi, un village de la région du Sud-Ouest du Cameroun, Nsang Dilong naît en août 1994 à Buéa. Pendant ses années lycée, elle a étudié au PCSS Buéa puis au PHS à Kumba. En 2011, elle a obtenu un BSc en sociologie à l'université de Buéa.

### Parcours professionnel
En 2011, Nsang Dilong est lauréate du concours Miss West Africa Cameroon (MWACC),, en 2013, elle a participé au concours Miss Cameroun et en 2015, elle devient animatrice de télévision pour Fox Broadcasting Company (Fox 28). 
Elle joue dans des films tels que Whisper, Expression et Samba, une série télévisée. Elle est animatrice de télévision dans une émission intitulé African-focus show de Fox Broadcasting Company  Parallèlement, elle travaille comme assistante sociale pour une ONG à Buéa nommé Redemption Education Initiative. Elle est classée numéro 10 sur la liste 2016 du classement des 50 jeunes camerounaises les plus influentes par Avance Media et CELBMD Afrique. 

## Filmographie
- 2022 : Love trap, dans le rôle de Manda[6]
- 2017 : Game, court-métrage dans le rôle de Fesse[6]
- 2017 : Rumble, dans le rôle de Lizette[6]
- 2017 : Samba, dans le rôle de Noella avec Epule Jeffrey[6]
- 2016 : Tchanga & Inoma, dans le rôle de Tchanga[6]
- 2013 : Different Kinds of Men, dans le rôle de Jennifer[6]
- 2012 : Murmure